# Men's Rimouski Challenger 2010
Il Men's Rimouski Challenger 2010, noto come Challenger Banque Nationale per motivi di sponsorizzazione, è stato un torneo professionistico di tennis maschile giocato sul cemento indoor, che faceva parte dell'ATP Challenger Tour 2010. È stata la quarta edizione del torneo, si è giocato a Rimouski in Canada dal 22 al 28 marzo 2010.

## Partecipanti

### Teste di serie
| Nazionalità   | Giocatore         | Ranking* | Testa di serie |
| ------------- | ----------------- | -------- | -------------- |
| Polonia       | Michał Przysiężny | 137      | 1              |
| Germania      | Dieter Kindlmann  | 174      | 2              |
| Stati Uniti   | Alex Kuznetsov    | 184      | 3              |
| Svizzera      | Michael Lammer    | 191      | 4              |
| Stati Uniti   | Brendan Evans     | 198      | 5              |
| Corea del Sud | Im Kyu Tae        | 202      | 6              |
| Francia       | Vincent Millot    | 208      | 7              |
| Stati Uniti   | Lester Cook       | 215      | 8              |

- Ranking all'8 marzo 2010.

### Altri partecipanti
Giocatori che hanno ricevuto una wild card:
- Philip Bester
- Erik Chvojka
- Milos Raonic
- Zachary White

Giocatori passati dalle qualificazioni:
- Kaden Hensel
- Brydan Klein
- Juho Paukku
- Amir Weintraub

## Campioni

### Singolare
Rik De Voest ha battuto in finale  Tim Smyczek con il punteggio di 6–0, 7–5.

### Doppio
Kaden Hensel /  Adam Hubble hanno battuto in finale  Scott Lipsky /  David Martin con il punteggio di 7–6(5), 3–6, [11–9].